# Черноземни почви
Чернозѐмите са най-плодородни и обработваеми почви. В България те са разпространени в Северна България, граничат на север с Дунав, а на юг със сивите горски почви. Общата им площ в страната е около 23 млн. дка, от които около 85% са обработваеми.
Черноземните почви са образувани в условията на умерения климат, главно на тревиста степна растителност, с изключение на отделни места в Добруджа и в близост до сивите горски почви (на тези места – върху широколистни горски видове). Черноземни почви се намират и в Югоизточна България, по поречието на река Тунджа и цялата Ямболска област.
Имат мощен хумусен хоризонт, добре развит преходен, който преминава направо в почвообразуваща скала. Различават се 5 основни разновидности – карбонатни, типични, излужени, деградирани и тежки глинести черноземи.

## Излужени черноземи
- Заемат ок. 11 млн. дка в по-южните и по-високите части на Дунавската равнина и почти цяла Добруджа.
- Имат мощен (80 – 100 см) тъмно оцветен хумусен хоризонт и преходен хоризонт с мощност 40 – 50 см. Карбонатите са измити на дълбочина след 60 – 80 см.
- Реакцията на почвения разтвор е неутрална; съдържанието на хумус е 3 – 4 %, като намалява в дълбочина; средно запасени са с подвижен фосфор и азот и добре запасени с калий.
- Имат по-тежък механичен състав от карбонатните черноземи, но имат и по-добра водозадържаща способност от тях. Излужените черноземи са почви с високо естествено плодородие и при правилна обработка при тях се получават най-високите добиви от полските култури

## Тежки глинести черноземи
- Разпространени са на площ от 1 млн. дка в Северозападна България и в Югоизточна Добруджа.
- Имат мощен хумусен хоризонт (60 – 70 см) и са разположени на места с високи подпочвени води.
- Съдържанието на хумус е високо (3 – 5 %), а на основните макроелементи – добро.
- Поради тежкия си механичен състав тези почви имат неблагоприятни водно-физични свойства – висока плътност, ниска порьозност, силно набъбват и се свиват, преовлажняват се и трудно изсъхват, което предполага закъсняване с пролетните практики. Имат високо естествено плодородие, което може да даде високи резултати, ако се спазват всички изисквания за работа върху тези почви.

## Мерки за съхранение и подобряване на почвеното плодородие
Всички черноземни почви се отличават с високо естествено плодородие, за поддържането и повишаването на което следва да се прилагат следните мероприятия:
- правилно редуване на културите и оптимално азотно-фосфорно торене;
- обработката на почвата да става във физическа зрялост;
- прилагане на противоерозионни обработки на откритите равнинни и на наклонените терени;
- варуване на деградираните терени при вкисляване;
- дълбоко разрохкване, торене с органични торове и дрениране на тежките глинести черноземи.